# Skattkammaren
Skattkammaren (pol. Skarbiec) – muzeum znajdujące się w Zamku Królewskim w Sztokholmie  w dzielnicy Gamla stan. Zgromadzono w nim zbiór szwedzkich regaliów, w tym miecz Gustawa Wazy i koronę Eryka XIV.
Muzeum znajduje się pod Salą Tronową. 